# Lyle Lovett
Lyle Pearce Lovett (Houston, 1º novembre 1957) è un musicista, cantante, attore e produttore discografico statunitense.

## Biografia
Nato e cresciuto in Texas, inizia l'attività di cantautore negli anni ottanta dopo aver studiato giornalismo. Nel 1986 firma per la RCA Records e pubblica un album di debutto omonimo.
Nel corso della sua carriera ha vinto quattro Grammy Awards: Miglior album country nel 1997 per The Road to Ensenada, Miglior interpretazione country vocale di un gruppo/duo nel 1994 per Blues for Dixie con Asleep at the Wheel, Miglior collaborazione pop vocale nel 1994 per Funny How Time Slips Away con Al Green e Miglior interpretazione vocale country maschile nel 1989.
Come attore ha preso parte a numerosi film, lavorando spesso con il regista Robert Altman (I protagonisti, America oggi, Prêt-à-Porter, La fortuna di Cookie e musicista per Il dottor T e le donne). Nel 1996 ha partecipato alla colonna sonora di Toy Story - Il mondo dei giocattoli.
Per la televisione ha interpretato se stesso nell'episodio 15 della terza stagione della sit-com Dharma e Greg.

## Vita privata
Nel 1993 si è sposato con l'attrice Julia Roberts, conosciuta sul set de I protagonisti. Il matrimonio è durato poco: i due si sono separati solo pochi mesi più tardi e hanno divorziato nel 1995.
Nel 2003 si è fidanzato con la sua assistente Aprile Kimble.

## Discografia

### Album studio
- 1986 - Lyle Lovett
- 1988 - Pontiac
- 1989 - Lyle Lovett and His Large Band
- 1992 - Joshua Judges Ruth
- 1994 - I Love Everybody
- 1996 - The Road to Ensenada
- 1998 - Step Inside This House
- 2003 - My Baby Don't Tolerate
- 2007 - It'n Not Big It's Large
- 2009 - Natural Forces
- 2012 - Release Me
- 2022 - 12th of June

### Live
- 1999 - Live in Texas

### Raccolte
- 2001 - Anthology, Vol. 1: Cowboy Man
- 2003 - Smile
- 2017 - Greatest Hits

## Filmografia

### Cinema
- I protagonisti (The Player), regia di Robert Altman (1992)
- America oggi (Short Cuts), regia di Robert Altman (1993)
- Prêt-à-Porter, regia di Robert Altman (1994)
- Bastard Out of Carolina, regia di Anjelica Huston (1996)
- The Opposite of Sex - L'esatto contrario del sesso (The Opposite of Sex), regia di Don Roos (1998)
- Paura e delirio a Las Vegas (Fear and Loathing in Las Vegas), regia di Terry Gilliam (1998)
- La fortuna di Cookie (Cookie's Fortune), regia di Robert Altman (1999)
- Un ragazzo tutto nuovo (The New Guy), regia di Ed Decter (2002)
- Three Days of Rain, regia di Michael Meredith (2002)
- Walk Hard - La storia di Dewey Cox (Walk Hard: The Dewey Cox Story), regia di Jake Kasdan (2007)
- Open Road - La strada per ricominciare (The Open Road), regia di Michael Meredith (2009)
- Angels Sing - Un Natale tutto nuovo (Angels Sing), regia di Tim McCanlies (2013)

### Televisione
- Innamorati pazzi (Mad About You) – serie TV, episodi 3x14-7x21 (1995-1999)
- Castle – serie TV, episodio 3x09 (2010)
- The Bridge – serie TV, 10 episodi (2013-2014)
- Life in Pieces – serie TV, episodio 2x14 (2017)
- Blue Bloods - serie TV, 3 episodi (2020-2023)
- Big Sky - serie TV, 3 episodi (2022-2023)

## Doppiatori italiani
Nelle versioni in italiano delle opere in cui ha recitato, Lyle Lovett è stato doppiato da:
- Antonio Sanna in The opposite of sex - L'esatto contrario del sesso
- Gianluca Tusco ne La fortuna di Cookie
- Sergio Di Stefano in Un ragazzo tutto nuovo
- Danilo De Girolamo in Castle
- Oliviero Dinelli in Blue Bloods
- Silvio Anselmo in Big Sky